# A Jackson in Your House
A Jackson in Your House (vollständiger Titel A.A.C.M., Great Black Music – A Jackson in Your House) ist das erste Musikalbum des Art Ensemble of Chicago. Die am 23. Juni 1969 im Studio Saravah, Paris, entstandenen Aufnahmen erschienen 1969 auf BYG Actuel. In Deutschland wurde eine Lizenzausgabe bei Metronome Records veröffentlicht. Die LPs A Jackson in Your House und Message to Our Folks wurden beide 2002 auf einer CD von Actuel Records neu aufgelegt.

## Hintergrund
Das kollaborative Art Ensemble of Chicago entstand aus einer Band unter der Leitung des Saxophonisten Roscoe Mitchell, einem Mitglied der in Illinois ansässigen gemeinnützigen Association for the Advancement of Creative Musicians (AACM), die sich der Förderung ernsthafter, origineller Musik in der afroamerikanischen Community Chicagos widmet. 1967 bildete er sein Roscoe Mitchell’s Art Ensemble mit dem Bassisten Malachi Favors, dem Trompeter Lester Bowie und dem Saxophonist Joseph Jarman. Es entstanden erste Alben, sowohl für die Plattenfirma Nessa (Sound, die das vorwegnahm, was zum prägenden Sound der AACM werden sollte) als auch für Delmark Records (Numbers 1 & 2). Erst als die Gruppe 1969 nach Paris umzog, wurde sie als Art Ensemble of Chicago bekannt, notierte Dominique Leone.
Es reichte nicht aus, Auftritte in Chicago zu bekommen, schrieb Michael J. West. Europa hatte Wind von der AACM bekommen, und 1968 lud ein in Paris ansässiger Journalist Mitglieder ein, in Frankreich zu arbeiten. Die Musiker des künftigen Kollektivs Art Ensemble waren die ersten, die zusagten. Sie kamen im Juni 1969 an und mieteten ein Bauernhaus außerhalb von Paris, um in ganztägigen Sessions gemeinsam zu arbeiten, zu komponieren und zu proben.
Das Album A Jackson in Your House (eingespielt am 23. Juni 1969) wurde ebenso wie sechs Wochen später Message to Our Folks (am 12. August 1969) in Paris für das Label BYG aufgenommen. A Jackson in Your House wurde dem Bassisten und AACM-Kollegen Charles Clark gewidmet, der sechs Wochen vor der Aufnahme gestorben war. Die Musik auf diesen frühen Platten sei größtenteils ein direkter Hinweis auf die Art von Projekten, an denen die Musiker zuvor beteiligt waren: freie Improvisation, Kontrapunkt und moderne europäische klassische Musik, traditionell gesinnte Versuche, afrikanische Musik in ihren Sound zu integrieren und einen bedeutenden theatralischen Einfluss, so Leone weiter. Die Kombination dieser Elemente unterschied das Art Ensemble sofort von fast allen anderen Improvisationsgruppen dieser Zeit. Aber es steckte noch mehr dahinter; ihr Einsatz von Varieté-Humor, manchmal in Form seltsamer Spoken-Word-Abschnitte oder grober Sketche, verlieh ihren Platten eine einzigartige Art von Leichtigkeit, die im überaus ernsten Expressionismus von Kollegen wie Albert Ayler und Pharoah Sanders nicht zu finden war. Erst im Folgejahr trat der Schlagzeuger Famoudou Don Moye der Band bei.
Auf dem Album wurde Gedichte und Prosatext von Roscoe Mitchell und Joseph Jarman abgedruckt. Unter anderem heißt es: „Es klingt wie guter, alter Jazz, denn hier fühlt man sich genauso wohl wie damals drüben.“ Der Titel „A Jackson in Your House“ spielt auf John Shenoy Jackson an, einen früh in die AACM eingetretenen Trompeter, der bis zu seinem Tod 1985 in der Administration der Organisation aktiv war, aber auch das Sekretariat für das Art Ensemble übernommen hatte.

## Titelliste
Art Ensemble of Chicago: A Jackson in Your House (BYG-2)
- A1 A Jackson in Your House (R. Mitchell) 5:50
- A2 Get in Line (R. Mitchell) 4:45
- A3 The Waltz (R. Mitchell) 1:16
- B Ericka (J. Jarman) / Song for Charles (R. Mitchell) 21:30

## Rezeption
A Jackson in Your House, beginnend mit dem Titeltrack, würde viele der Stärken des Art Ensembles zusammenfassen, wenn auch in etwas ausufernder Form: fiktive theatralische Launenhaftigkeit, klassische Jazzformen und sogar eine seltsame Form von Weltmusik, meinte Dominique Leone in Pitchfork Media. Auch bei „Get in Line“ beziehe sich die Gruppe auf das Varieté und verwandle sich allmählich in einen burlesken Marsch, bevor dann, ohne jegliche Vorwarnung, vier Minuten pures Chaos herrsche. Natürlich sei „Song for Charles“ das Herzstück des Albums, und das nicht nur, weil es länger ist als alle vorherigen Titel zusammen. Es sei berauschender Stoff, mit Hingabe dargeboten.
Die Gruppe sei damals am einfallsreichsten und flexibelsten gewesen, hieß es 1990 im Jazz Journal anlässlich der Wiederveröffentlichung des Albums (gekoppelt mit Message to Our Folks). Das Art Ensemble habe den Gebrauch und auch den Missbrauch der Abstraktion erkundet und diese Erkundungen zugleich mit der Tradition „großartiger schwarzer Musik“ verbunden, die sie immer gefördert hatte. So gebe es keinen abrupten Sprung zwischen der frei improvisierten Begleitung des Gedichts „Ericka“ und dem Bop-Workout auf „Dexterity“ (auf Message to Our Folks), sondern vielmehr eine nahtlose Erforschung des unbegrenzten Potenzials von Klang, unabhängig davon, welche Struktur das Stück haben könnte, wenn überhaupt. Noch ohne Schlagzeuger Don Moye teilten sich die Musiker des Quartetts die Schlagzeugaufgaben mit derselben kooperativen Leichtigkeit, die all ihre Arbeiten auszeichne.